# Guerre byzantino-bulgare de 970-1018
Pour les articles homonymes, voir Guerre byzantino-bulgare.
La guerre byzantino-bulgare de 970-1018 regroupe une série de conflits entre l’Empire byzantin et l’Empire bulgare qui devait conduire à la conquête de la Bulgarie par les Byzantins en 1018; ceux-ci purent ainsi rétablir leur domination sur l’ensemble de la péninsule balkanique pour la première fois depuis les invasions slaves du VIIe siècle.
L’invasion d’une partie de l’Empire byzantin par les Magyars traversant sans entrave la Bulgarie conduisit Constantinople à suggérer au prince Sviatoslav de Kiev d’attaquer ce pays par le nord, ce que ce prince accepta. Les Byzantins se rendirent compte trop tard du danger que représentait ce nouvel allié dont les ambitions s’étendirent bientôt à Constantinople. Jean Ier Tzimiscès dut repousser les armées kiéviennes et occuper la partie orientale de la Bulgarie dont il conquit la capitale, Preslav, en 971. L’empereur Boris II fut fait prisonnier et la Bulgarie annexée à l’Empire byzantin.
Toutefois, la partie occidentale de la Bulgarie demeurait autonome sous la conduite du comte Nicolas, puis de ses fils, David, Moïse, Aaron et Samuel, appelés collectivement « Comitopouloï » ou « fils du comte ». En 976, ces derniers lancèrent une offensive contre Byzance afin de récupérer les territoires de l’ancien Empire bulgare. Tour à tour, trois des quatre frères moururent, laissant au plus jeune, Samuel, la direction des opérations. Ce dernier réussit à infliger de sérieuses défaites à l’armée byzantine commandée par Basile II, la plus cuisante ayant lieu aux Portes de Trajan. Samuel reprit ainsi le contrôle du nord-est de la Bulgarie. En 997, celui-ci se sentit suffisamment en position de force pour se faire couronner empereur.
Au tournant du siècle cependant, la fortune tourna et l’empereur byzantin, à partir de 1001, réussit à s’emparer des villes bulgares les plus importantes. En 1014, les Byzantins remportèrent la bataille de Kleidion et Samuel mourut peu après. Il fut brièvement remplacé par son fils Gavril Radomir, puis par son neveu Jean Vladislav. Quatre ans plus tard, la veuve de Jean Vladislav, Marie, négocia la paix avec l’empereur byzantin et la noblesse locale fut ou bien amenée à Constantinople ou déportée en Anatolie. La Bulgarie perdit ainsi son indépendance et demeura incorporée à l’Empire byzantin pour plus d’un siècle et demi jusqu’en 1185.

## Conquête de la Bulgarie orientale

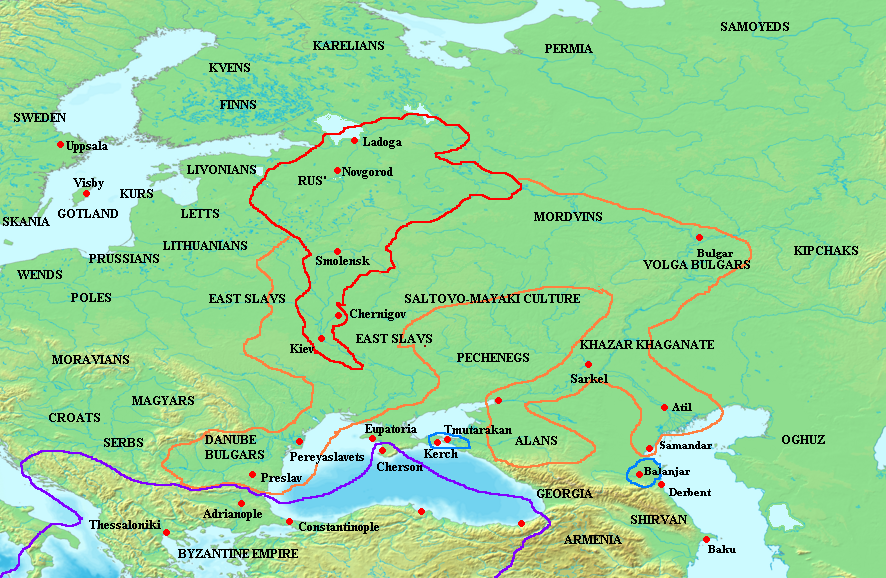
La Rus' de Kiev au début du règne de Sviatoslav (en rouge), avec sa sphère d'influence en 972 (en orange).

Les Magyars que Siméon Ier (r. 823-927) avait réussi à contenir avec l’aide des Petchenègues revinrent à la charge à partir de 934 et envahirent le territoire bulgare sous le règne de son fils, Pierre Ier (r. 927-969). Les efforts de ce dernier pour refouler les Magyars s’avérèrent vains et à plusieurs occasions les envahisseurs atteignirent et ravagèrent la Thrace byzantine. Ne pouvant endiguer le déferlement des Magyars, Pierre Ier se vit contraint de conclure un accord avec eux en 965 en vertu duquel les Magyars obtenaient libre passage sur son territoire, Pierre promettant de ne pas aider les Byzantins à lutter contre les envahisseurs. Les Byzantins accusèrent alors les Bulgares d’être complices de ces attaques et les relations entre les deux empires se tendirent.
De fait, Pierre Ier (r. 927-969) avait envahi la Thrace lors de la guerre de 913-917 qui s’était terminée par un accord de paix rétablissant les frontières le long des tracés fixés par les précédents traités de 897 et 904; Byzance s’engageait de plus à payer un tribut annuel. Une alliance matrimoniale scellait cet accord, Pierre épousant Maria Lécapène, petite-fille de Romain Ier,,. Lorsque Maria Lécapène mourut au milieu des années 960, le nouvel empereur byzantin, Nicéphore II Phocas (r. 963-969), qui avait remporté des victoires décisives contre les Arabes en Orient, refusa de payer le tribut à la Bulgarie, prétextant que les sommes versées jusque-là n’étaient qu’une allocation de subsistance pour la princesse et ne devaient par conséquent plus être versées après la mort de celle-ci. Pour montrer son sérieux, il fit une démonstration de force à la frontière entre les deux États. Peu après, Nicéphore tenta de rétablir la paix à la condition que les Bulgares annulent leur accord avec les Magyars, ce que refusa Pierre Ier qui rappela à l’empereur que lorsque les Bulgares avaient demandé l’aide des Byzantins pour refouler les Magyars ceux-ci n’avaient pas réagi.
Comme on lui déconseillait d’envahir directement la Bulgarie, le basileus, utilisant les moyens traditionnels de la diplomatie byzantine, envoya un émissaire au prince Sviatoslav Igorevitch de Kiev pour inciter cet État à envahir la Bulgarie par le nord. La mission fut confiée à un aristocrate byzantin, Kalokyros, qui convainquit sans peine Sviatoslav de lancer une puissante armée contre Dobruja avant de s'emparer de quelque quatre-vingt forteresses en 967. L’année suivante, Pierre Ier envoya deux de ses fils négocier un traité de paix à Constantinople et, semble-t-il, servir d’otages,,. L’un des deux fils de Pierre envoyés à Constantinople était le futur empereur Boris II (r. 969-077). L’accord qu’il avait mission de négocier devait mettre fin au conflit entre Byzance et la Bulgarie qui pourraient dès lors unir leurs forces contre le trop puissant Sviatoslav Ier (r. 962-972) de Kiev.
Sviatoslav se vit toutefois contraint d’abandonner la poursuite de ses conquêtes, sa capitale, Kiev, étant assiégé par les Petchenègues. Il n’en revint pas moins en Bulgarie l’année suivante (969); la même année Pierre Ier, après avoir souffert une crise d’épilepsie, dut abdiquer, se faire moine et mourir le 30 janvier 970. Son successeur, Boris II, se révéla incapable d’arrêter la progression des forces kiéviennes et se trouva bientôt forcé de faire alliance avec Kiev pour se tourner contre les Byzantins, mais le nouvel empereur, Jean Ier Tzimiscès (r. 969-976) réussit à arrêter leur progression  à Arcadiopolis en 970; il en profita pour s’avancer dans le nord. Ne pouvant fermer les cols des Balkans, Sviatoslav laissa les Byzantins avancer en Mésie où ils mirent le siège devant la capitale Preslav. Même si Kiéviens et Bulgares joignirent leurs forces pour défendre la ville, les Byzantins, après avoir mis le feu aux structures de bois et aux toits avec leurs missiles, s’emparèrent de l’endroit. Boris II fut fait prisonnier par Jean Tzimiscès qui continua à poursuivre les Kiéviens jusqu’à Drastar (aujourd’hui Silistra en Bulgarie) en affirmant être l’allié et le protecteur de Boris qu’il traita avec le plus grand respect. Sviatoslav fut forcé de négocier et de rentrer chez lui; Tzimiscès retourna alors à Constantinople, amenant avec lui la famille royale bulgare prisonnière de même que le trésor de l’empire. Au cours d’une cérémonie en 971 à Constantinople, on retira officiellement à Boris II ses insignes impériaux pour ne lui laisser que le titre byzantin de «magistros ». Son frère, Roman, fut castré pour s’assurer que la dynastie de Krum s’éteigne à jamais.
Pour Jean Tzimiskès ceci représentait un véritable triomphe : le rêve byzantin, vieux de trois siècles, d’éliminer l’État bulgare et de restaurer les frontières de l’empire sur le Danube semblait se réaliser. Les territoires bulgares de Thrace et de Mésie inférieure devinrent des thèmes de l’Empire byzantin et furent confiés à des gouverneurs nommés par Constantinople; le patriarcat bulgare fut aboli,,.

## Conquête de la Bulgarie occidentale

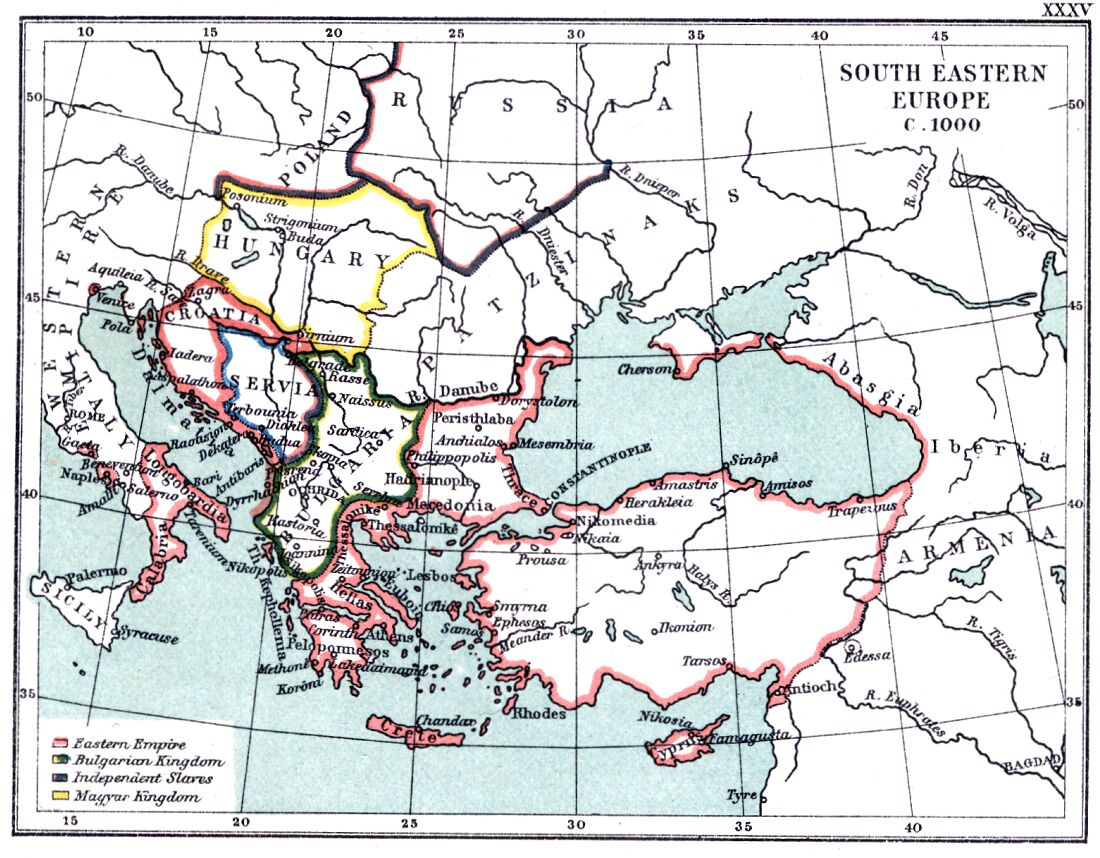
La Bulgarie sous les Comitopouloï, vers 1000

Si Jean Tzimiskès avait proclamé l’annexion de la Bulgarie, son pouvoir ne s’exerçait que sur l’est du pays. En effet, lors de son retour au pays, Boris n’avait fait aucune tentative pour établir son autorité sur la Macédoine; Tzimiscès quant à lui, après sa victoire sur Sviatoslav, s’était hâté de reprendre la guerre contre les Arabes sans tenter d’établir son autorité sur cette région de collines et de vallées isolées. En pratique, le territoire était autonome et dirigé par la noblesse locale; un comte (en grec « komes », d’où le surnom de la famille) du nom de Nicolas, de la région de Sredetz (aujourd’hui Sofia), gouvernait effectivement la région ,.
En 969, après la conquête byzantino-russe de la Bulgarie orientale, le comte Nicolas ajouta à son propre comté s’étendant d’Ohrid à Sardica d’autres territoires à l’ouest de la rivière Iskar et du fleuve Strymon. Il devait toutefois mourir peu après et on sait seulement qu’au moment de la conquête byzantine de Preslav son empire fut divisé entre ses quatre fils, David, Aaron, Moïse et Samuel. David assurait semble-t-il la défense de la Bulgarie du sud-ouest avec résidence à Prespa, Moïse celle de la Bulgarie du sud-est avec résidence à Strumica, alors qu’Aaron gouvernait la région de Sredetz et Samuel celle de la Bulgarie du nord avec résidence à Bdin (Vidin). Aucun d’eux ne portant de titre indiquant une préséance sur les autres, ils furent conjointement appelés par les historiens byzantins « comitopouloï » (ou « cometopouloï », c.a.d. « fils du comte »), ,.
Un peu plus tard la même année, Boris II déchu et son frère Roman retournèrent en Bulgarie, soit qu’ils aient réussi à fuir Constantinople, soit qu’ils aient été relâchés par les Byzantins qui espéraient qu’une guerre civile entre les deux frères et l’État naissant de Samuel à l’ouest leur permettrait de reprendre le contrôle effectif de l’ensemble du pays. Toutefois, Boris II devait périr alors qu’il atteignait la frontière, tué par mégarde par un garde-frontière. Roman lui succéda et fut proclamé tsar de Bulgarie, alors que Samuel, profitant du climat d’instabilité occasionné par la mort de Jean Tzimiscès et son remplacement par Basile II (règne effectif 976-1025), commença à repousser les frontières de son propre territoire,,.
Il fallut un certain temps avant que les Byzantins ne se rendent compte du danger. Situé dans le nord-est des Balkans, l’empire de Siméon avait représenté une menace pour Constantinople en raison des invasions toujours possibles à travers la Thrace; celui de Samuel, loin de Constantinople et plutôt axé vers l’Adriatique à l’ouest et la Grèce au sud, ne représentait pas un danger aussi imminent.
Gouvernant à partir d’une ile du lac Prespa, Samuel ne semblait pas vouloir s’emparer du trône impérial de Byzance, mais désirait simplement se rendre maitre de l’ensemble des territoires s’étendant de Thessalonique à Dyrrachium (aussi appelé Durazzo, aujourd’hui Durrës en Albanie), le long de l’antique Via Egnatia où il déporta nombre de prisonniers byzantins et arméniens dès la capture de Larissa; il créa également un nouveau patriarcat avec siège à Ohrid à la tête duquel il mit l’ancien patriarche Damien qui avait fui Preslav devant l’avance de Tzimitzès,. 
Samuel semble avoir commencé sa politique d’expansion dès la mort de Tzimiscès en 976. Après s’être emparé des thèmes de Ras et de Moravie, il lança des raids en Thessalie en 980, s’emparant de Larissa en 986. C’est au cours d’une attaque infructueuse contre Serrès que mourut son frère, Moïse,.
La même année, Basile II, ayant réussi à mâter ses provinces orientales d’Asie mineure, put se tourner vers les Balkans. Il s’attaqua d’abord à Sardica, fief d’Aaron. Pour apaiser l’Empire byzantin, il fit  miroiter la possibilité d’une entente matrimoniale avec sa sœur. Une fois arrivée, la jeune promise byzantine se révéla ne pas être une princesse. Furieux, Aaron rejeta les propositions de Basile et appela Samuel à son secours. Les deux frères réussirent à mettre en déroute l’armée de Basile lors de la bataille des Portes de Trajan en 986. Mais, furieux de constater que son frère était disposé à comploter avec les Byzantins contre lui, Samuel fit assassiner Aaron et sa famille,,,.
Après avoir disposé d’Aaron et de Basile II, Samuel se dirigea d’abord vers Thessalonique avant de s’attaquer à la Thessalie et au Péloponnèse. Entre 986 et 997, Samuel réussit à étendre ses possessions à la Macédoine, à la Bulgarie, à la Thessalie, à l’Épire, à Dyrrachium et pratiquement à l’ensemble de l’Albanie. C’est alors qu’il décida de se faire couronner tsar; on ignore pourquoi il attendit jusque-là, certaines sources affirmant qu’il aurait pris la décision à la mort du souverain légitime, Roman,,.
Une fois Dyrrachium  conquise et y ayant installé son beau-frère Ashot comme gouverneur, Samuel se tourna vers Dioclée laquelle, depuis la désintégration de la Serbie, avait considérablement accru son importance, annexant les territoires de Zahumlje et Trebinje. Ne pouvant quitter l’Anatolie, Basile était pour sa part entré en relations avec le prince Jean (ou Ivan) Vladimir. Mais celui-ci fut défait par Samuel qui conquit à la fois Dioclée et Raška, faisant Jean prisonnier puis le relâchant et le rétablissant dans son ancien domaine à titre de vassal,.
À la fin du siècle, l’État de Samuel s’étendait donc sur l’ensemble de l’ancien empire bulgare, de la mer Noire à l’Adriatique, en plus de la Serbie jusqu’à la Save inférieure, de l’Albanie, de la Macédoine du sud, de la Thessalie et de l’Épire,]. En plus de ces territoires qu’il gouvernait directement, Samuel était maintenant le suzerain des dirigeants de la Dioclée, de Raška (la Serbie), de Trebinje, de Zahumlje et d’une bonne partie de la Bosnie.

## Conquête de la Bulgarie par Basile II

L’ancien Empire de Bulgarie devenu thème byzantin vers 1045

Ayant maté la révolte de Bardas Phocas le Jeune et de Bardas Skléros en Anatolie, Basile II put tourner ses efforts vers la Bulgarie au tournant du millénaire. Conduisant l’armée en personne, Basile mena une série de campagnes s’étendant quelquefois sur les douze mois de l’année (chose rare à l’époque) destinées à prendre Samuel en tenailles par la conquête de deux régions qui permettaient de dominer le nord de la péninsule des Balkans : la plaine située entre la chaine du Grand Balkanet le Danube ainsi que les hautes terres de Macédoine. Après avoir repris Sardica, il envoya son armée reprendre les territoires du nord-est y compris l’ancienne capitale Preslav. Ensuite, partant de Sardica, il se dirigea vers le sud traversant la Macédoine et s’emparant de la Thessalie. Il remonta ensuite vers le nord où il put reprendre Vidin après un siège de huit mois,.
Puis, suivant le fleuve Vardar, il mit le siège devant Skopje. Durant la bataille qui s’ensuivit, les armées byzantines furent victorieuses, mais Samuel lui-même réussit à s’enfuir. Selon le chroniqueur Skylitzès, c’est à ce moment que Roman, frère et successeur de Boris II, aurait été capturé et bien traité par Basile qui fit de lui le gouverneur du thème d’Abydos, poste frontalier lucratif par ses douanes,.
Fin 1004, Basile avait reconquis près de la moitié du territoire de Samuel et tenait la Macédoine en tenailles au nord par le Danube, au sud par la Thessalie. Il lui restait à reprendre Dyrrachium, ce qu’il fit grâce à la trahison d’Ashot en 1005. Après une accalmie au cours de laquelle Basile semble avoir espéré que Samuel accepterait de se reconnaitre son vassal tout en gardant ses territoires, la campagne reprit en 1012 pour se poursuivre jusqu’en 1014 lorsque Basile réussit à encercler l’armée bulgare près du fleuve Strymon. Encore une fois, Samuel réussit à s’échapper et à gagner Prilep. C’est alors que se situe le fameux épisode qui devait confirmer le surnom de «  Bulgaroktonos (tueur de Bulgares) » attribué à Basile. Après avoir capturé les quelque 14 000 soldats de Samuel, Basile les fit tous aveugler, ne laissant qu’un œil à un soldat sur cent pour que celui-ci puisse guider ses camarades. Lorsque les malheureux réussirent à rejoindre Prilep, Samuel fit une crise d’apoplexie dont il devait mourir deux jours plus tard, le 6 octobre 1014,,,.
Ce qui restait de l’empire de Samuel passa alors à son fils, Gabriel Radomir, courageux et entreprenant, mais n’ayant pas l’habileté politique de son père. L’avance byzantine devenait impossible à arrêter; l’un après l’autre les commandants des diverses places fortes se rendirent et l’année suivante (1015), Gabriel Radomir, qui avait entretemps offert de se reconnaitre vassal de Basile, fut assassiné par son cousin Jean Vladislav (le fils d’Aaron, frère de Samuel que ce dernier avait fait assassiner) qui le remplaça sur le trône,.
Jean Vladislav se révéla un solide adversaire et malgré un siège de quatre-vingt-huit jours, Basile ne put reprendre Pernik. Le siège de Kastoria au printemps ou à l’été 1017 fut un échec, de même que la bataille livrée en février 1018 devant les murs de Dyrrachium où Jean Vladislav fut tué. L’empereur était entretemps rentré à Constantinople au début de l’hiver. Changeant de stratégie, Basile II se dirigea l’été suivant vers Andrinople. Cette fois, la chance lui sourit : Pernik lui ouvrit ses portes de même que l’ensemble des forts le long de la Via Egnatia.
Arrivé à Strumitsa, il rencontra le patriarche bulgare, David, qui lui annonça que la veuve de Samuel était prête à capituler. Alors que Basile ne cherchait vraisemblablement qu’à devenir le suzerain d’une Bulgarie qui aurait conservé son autonomie, la veuve de Samuel et ses enfants lui en offrirent la pleine possession,,. Basile annexa simplement la Bulgarie qu’il divisa en trois thèmes, distribua le trésor de Samuel à ses troupes et ramena la famille de l’ancien tsar à Constantinople tout en déportant une partie de la haute noblesse en Anatolie. Mais l’ainé des fils de Jean Vladislav, Presijan II et deux de ses frères, Aaron et Alousian, réussirent à se rallier une partie de la noblesse et à se réfugier au mont Tomorr (aujourd’hui en Albanie). Ceux-ci durent bientôt se rendre et, amenés à Constantinople, furent bien traités par Basile II qui accorda à Presijan le titre de magistros et à ses frères celui de patrices, Aaron devenant gouverneur militaire de Vaspurakan. Presijan sera plus tard nommé stratège du grand thème des « Bucellaires »; mais impliqué à deux reprises dans des complots, il sera finalement envoyé dans un monastère et aveuglé en 1030/1031.

## Suites de la guerre
Autant Basile s’était montré impitoyable dans la guerre, autant, considérant probablement que ces contrées étaient trop éloignées pour être administrées directement, il se montra généreux dans l’organisation de ses nouveaux territoires. S’il nomma des Byzantins au sommet de l’organisation gouvernementale, il laissa aux membres de l’ancienne noblesse qui n’avaient pas été déportés le soin de diriger les affaires locales. Ainsi, il permit à ses nouveaux sujets d’acquitter leurs impôts en nature plutôt qu’en espèces contrairement à ce qui se faisait ailleurs dans l’empire,,.
Le centre de l’ancien empire de Samuel fut ainsi divisé en trois thèmes : la Bulgarie (capitale Skopje), Sirmium (capitale dans la ville du même nom) et Paristrion (capitale Silistria). Les anciens thèmes qui avaient été annexés par Samuel furent rétablis : Macédoine, Strymon, Nikopolis, Helladikoi, Dalmatie et duchés spéciaux de Thessalonique et Dyrrachium. Les territoires de Raška, Bosnie, Zahumlje, Croatie et Dioclée demeurèrent gouvernés par des souverains reconnaissant la suzeraineté du basileus,.
Basile s’appuya également sur l’Église pour assurer l’administration du pays plutôt que de se fier à une occupation militaire. Si elle perdit son rang de patriarcat, l’Église bulgare demeura autocéphale. De plus, Basile choisit comme nouvel archevêque un ancien moine bulgare du nom de Jean, lequel ne fut pas placé sous l’autorité du patriarche de Constantinople, mais directement sous celle de l’empereur qui se réserva le droit de nommer ses successeurs. De plus, le nouvel archevêque put garder tous ses suffragants, lesquels ne furent pas remplacés par des Slaves. Ceci lui permit d’assurer son autorité sur les Églises des peuples slaves du sud et de leur donner une certaine importance, leur archevêque jouissant d’un rang nettement supérieur aux autres archevêques soumis au patriarche de Constantinople,.
Les successeurs de Basile II ne firent pas preuve du même doigté. Non seulement décidèrent-ils d’obliger les Bulgares à payer leurs impôts en espèces, mais, à la mort de l’archevêque Jean en 1037, nommèrent-ils un Grec, le chartophylax de Sainte-Sophie Léon, pour le remplacer. Les années de gouvernement erratique à Constantinople qui s’étendront de 1025 à 1081 (prise du pouvoir par Alexis Ier) permettront aux peuples slaves de reprendre force et courage jusqu’à ce qu'en 1185, la révolte de trois frères valaques, Asên, Jean et Pierre (Théodore), jette les bases du Second Empire bulgare ,.

### Sources premières
- Ljetopis Popa Dukljanina (Chronique du prêtre de Dioclée). Chronique médiévale d’un prêtre anonyme de Dioclée, compilée vraisemblablement entre la fin du XIIe siècle et le XVe siècle sur les débuts de l’histoire des Slaves du Sud. Il ne semble en exister qu’une version latine et une en serbo-croate.
- Yahyā ibn Saīd d’Antioche (vers 980-1066). Auteur arabe chrétien vivant à Antioche qui a écrit une chronique en arabe couvrant la période 936-1034. En plus des évènements d’Orient, sa chronique inclut beaucoup d’évènements concernant Byzance, y compris les guerres entre Samuel de Bulgarie et Constantinople. Son « Histoire » a fait l’objet d’une publication  par Kratchkovsky, I., A. A. Vasiliev, F. Micheau, et G. Troupeau dans Patrologia Orientalis 18, 23, 47 (1924), pp. 705–833, 349–520..
- Jean Skylitzès, haut fonctionnaire et historien byzantin du XIe siècle  originaire d'Asie Mineure dont le Synopsis Historiarum couvre la période 811-1057. La période 811-944 est en fait une reprise du Continuateur de Théophane, seule la période 944-1057 est originale et, d’après la critique moderne, passablement inadéquate. Son œuvre majeure est le : Empereurs de Constantinople, « Synopsis Historiôn » traduit par Bernard Flusin et annoté par Jean-Claude Cheynet éditions P.Lethilleux Paris 2003  (ISBN 2283604591).

### Sources secondaires
- (bg) Andreev, Jordan; Milcho Lalkov. The Bulgarian Khans and Tsars. Abagar, 1996.  (ISBN 954-427-216-X).
- (en) Curta, Florin. Southeastern Europe in the Middle Ages, 500–1250, Cambridge, Cambridge University Press, 2006.  (ISBN 978-0-521-81539-0).
- (en) Fine, John Van Antwerp. The Early Medieval Balkans: A Critical Survey from the Sixth to the Late Twelfth Century, University of Michigan Press, 1991.  (ISBN 978-0-472-08149-3).
- (en) Gregory, Timothy E. A History of Byzantium. John Wily and Sons, 2011.  (ISBN 1444359975).
- (en) Holmes, Catherine. Basil II and the Governance of Empire (976-1025), Oxford, Oxford University Press, 2005.  (ISBN 978-0-19-927968-5).
- (en) Haldon, John F. The Byzantine Wars, Tempus, 2001.  (ISBN 978-0-7524-1795-0).
- (en) Kazhdan, Alexander, ed. Oxford Dictionary of Byzantium, Oxford, Oxford University Press, 1991.  (ISBN 978-0-19-504652-6).
- (en) Magdalino, Paul, ed. Byzantium in the Year 1000, BRILL, 2002.  (ISBN 90-04-12097-1).
- (en) Norwich, John Julius. Byzantium, vol. II “The Apogee”. New York, Alfred A. Knopf, 1994.  (ISBN 978-0-394-53779-5).
- (en) Obolensky, Dimitri. The Byzantine Commonwealth: Eastern Europe, 500-1453. London, Cardinal, 1971 et 1974  (ISBN 978-1-842-12019-4).
- (fr) Ostrogorsky, Georges. Histoire de l’État byzantin. Paris, Payot, 1983.  (ISBN 2-228-07061-0).
- (en) Runciman, Steven. A History of the First Bulgarian Empire, London, George Bell & Sons, 1930. OCLC 832687.
- (en) Rosenwein, Barbara H. A Short History of the Middle Ages. Toronto, University of Toronto Press, 2009.
- (en) Sheppard, Jonathan (ed). The Cambridge History of the Byzantine Empire. Cambridge, Cambridge University Press, 2008.  (ISBN 978-0-521-83231-1).
- (en) Stephenson, Paul. Byzantium's Balkan Frontier: A Political Study of the Northern Balkans, 900–1204, Cambridge University Press, 2000.  (ISBN 0-521-77017-3).
- (en) Stoimenov, D. Temporary Byzantine Military Administration in the Bulgarian Lands 971-987/989, Yearbook of the Sofia University.
- (de) Strässle, Paul Meinrad . Krieg und Kriegführung in Byzanz: die Kriege Kaiser Basileios' II. gegen die Bulgaren (976-1019), Böhlau Verlag, 2006.  (ISBN 978-3-412-17405-7).
- (en) Treadgold, Warren T. A History of the Byzantine State and Society, Stanford, CA, Stanford University Press, 1997.  (ISBN 0-8047-2630-2).
- (en) Whittow, Mark. The Making of Byzantium, 600–1025, University of California Press, 1996.  (ISBN 0-520-20496-4).
- (bg) Zlatarski, Vasil. История на българската държава през средните векове. Том I. История на Първото българско царство, Част II. От славянизацията на държавата до падането на Първото царство (852—1018) [History of Bulgaria in the Middle Ages. Vol. 1. History of the First Bulgarian Empire, Part 2.From the Slavicization of the state to the fall of the First Empire (852—1018)]. Sofia: Nauka i izkustvo, 1971 [1927]. OCLC 67080314.